# Startime
Startime  è una serie televisiva statunitense in 33 episodi trasmessi per la prima volta nel corso di una sola stagione dal 1959 al 1960. È conosciuta anche come Ford Startime e Lincoln-Mercury Startime, dai nomi degli sponsor della serie.

## Descrizione
È una serie televisiva di tipo antologico in cui ogni episodio rappresenta una storia a sé. Gli episodi sono storie di genere vario (dal drammatico, alla commedia e al genere musicale) e vengono presentati da attori o personaggi dello spettacolo diversi per ogni episodio.
Tra le guest-star che si prestarono a presentare gli episodi:
- Dean Martin.
- Marian Anderson.
- Polly Bergen.
- John F. Kennedy.
- Ethel Merman.
- Richard Nixon.
- Jack Paar.
- Vincent Price.
- Carl Ballantine.
- Bob Crosby.
- Nanette Fabray.
- Woody Herman.
- Ronald Reagan.
- Jack Sperling.

## Produzione
La serie fu prodotta da Hubbell Robinson Productions e Shamley Productions.  Le musiche furono composte da Sol Kaplan, Ben Ludlow e Conrad Salinger.

### Registi
Tra i registi della serie sono accreditati:
- Greg Garrison (4 episodi, 1959-1960)
- Gordon Rigsby (3 episodi, 1959-1960)
- Bretaigne Windust (3 episodi, 1959-1960)
- Jack Donohue (2 episodi, 1959-1960)
- Grey Lockwood (2 episodi, 1960)
- Barry Shear (2 episodi, 1960)
- Robert Stevens (2 episodi, 1960)
- Delbert Mann (1 episodio, 1960)
- Alfred Hitchcock (1 episodio)

## Distribuzione
La serie fu trasmessa negli Stati Uniti dal 1959 al 1960 sulla rete televisiva NBC.

## Episodi
| Stagione       | Episodi | Prima TV USA |
| -------------- | ------- | ------------ |
| Stagione unica | 33      | 1959-1960    |